# Ток-шоу
Ток-шоу је телевизијски или радијски жанр који се своди на спонтани разговор. Ток-шоу се разликује од других телевизијских програма по одређеним својим карактеристикама. У ток-шоуу једна особа (или група људи или гостију) расправља о различитим темама које је изнео водитељ ток-шоуа. Ова дискусија може бити у облику интервјуа или једноставног разговора о важним друштвеним, политичким или верским питањима и догађајима. Водитељ обликује тон емисије, што дефинише и њен „заштитни знак”.
Ток-шоу такође може имати неколико различитих поджанрова, од којих сви имају јединствен материјал и могу да се приказују у различито доба дана на различитим начинима.